# 1460

## Esdeveniments
Països Catalans
Resta del món
- Corts de Lleida (1460) convocades per Joan el Sense Fe a Lleida, era President de la Diputació del General de Catalunya Antoni Pere Ferrer.
- Barcelona: Es suprimeix l'impost del carretal, que gravava l'entrada de fusta, per a la calefacció o la construcció, tant d'edificis com vaixells.
- Desapareix el Despotat de Morea, localitzat a la península del Peloponès.
- Ínal al-Ajrud, de la dinastia burjita, abandona el càrrec de soldà mameluc.
- El taller de Donatello inicia la construcció dels Púlpits de San Lorenzo destinats a la basílica de San Lorenzo (Florència).
- Samsan ed-Daula Dadiani esdevé mtavari de Mingrèlia i Svanètia.
- Alexandre I de Kakhètia, fill gran de Jordi I rei de Kakhètia, és associat al tron per aquest darrer.
- Ferran de Portugal i d'Aragó, infant de Portugal, esdevé el segon duc de Viseu en succeir a Enric el Navegant.

## Naixements
Països Catalans
Resta del món
- 8 d'abril, Santervás de Campos, Regne de Castella: Juan Ponce de León, conqueridor castellà de Puerto Rico i «descobridor» de la Florida.
- Monte San Savino: Andrea Sansovino, escultor i arquitecte del Renaixement italià.
- Bidino, Regne de Sicília: Lucio Marineo Sículo, humanista, capellà i cronista sicilià de la cort de Ferran el Catòlic.
- Venècia, República de Venècia: Vittore Carpaccio, pintor del Renaixement italià de la transició del segle xv al XVI.
- Ferrara, Marquesat de Ferrara: Lorenzo Costa el Vell, pintor del Renaixement italià.
- Brozas, Regne de Castella: Nicolás de Ovando, governador i administrador colonial de la Hispaniola (1502-09), succeint en el càrrec a Francisco de Bobadilla.
- Georges d'Amboise, cardenal francès que va exercir com a ministre d'estat.
- Sebastián de Almonacid, escultor del Renaixement espanyol.
- Fadrique Álvarez de Toledo y Enríquez de Quiñones, segon Duc d'Alba.

## Necrològiques
Països Catalans
Resta del món
- 4 de març: Xaïkh Djunayd, quart xeic safàvida de Pèrsia.
- 10 d'abril, Tunis: Antonio Neyrot, frare dominic martiritzat per predicar el cristianisme, venerat com a beat a l'Església catòlica.
- 9 de maig: Pere Joan Llobet, teòleg lul·lista català.
- 28 de juliol, Valènciaː Margarida Borràsː transsexual valenciana penjada a la forca, icona per a la defensa dels drets LGTB a València.[1]
- 3 d'agost: Jaume II d'Escòcia, rei d'Escòcia, fill i successor de Jaume I d'Escòcia.
- 13 de novembre, Sagres, Regne de Portugal: Enric el Navegant, infant de Portugal i primer Duc de Viseu (1415-60).
- 14 de desembre: Guarino de Verona, figura primerenca del Renaixement italià.
- 30 de desembre Ricard Plantagenet, tercer duc de la Casa de York (1415-60).
- Mallorca: Llucià Colomines, poeta i gramàtic català.
- Gilles Binchois compositor de l'escola francoflamenca.
- Francesc II Acciaiuoli, duc d'Atenes.